# 氟化钐
氟化钐是一种无机化合物，化学式为SmF3。

## 制备
氟化钐可由SmCl3或Sm2(CO3)3和40%氢氟酸反应得到：
SmCl3 + 3 HF → SmF3↓ + 3 HCl
Sm2(CO3)3 + 6 HF → 2 SmF3 + 3 H2O + 3 CO2↑
硝酸钐和氟硼酸钠在200 °C进行水热反应，也能制得SmF3。

## 化学性质
氟化钐在高温下和一些还原剂反应，可以得到二氟化钐：
{\displaystyle {\mathsf {4SmF_{3}+C\ {\xrightarrow {2000^{o}C}}\ 4SmF_{2}+CF_{4}}}}
{\displaystyle {\mathsf {2SmF_{3}+Sm\ {\xrightarrow {1800^{o}C}}\ 3SmF_{2}}}}